# Homonota itambere
Homonota itambere — вид геконоподібних ящірок родини Phyllodactylidae. Ендемік Парагваю. Описаний у 2021 році.

## Опис
Гекон Homonota itambere — великий представник свого роду, його довжина (не враховуючи хвоста) становить 56 мм.

## Поширення і екологія
Вид відомий з типової місцевості поблизу Естанції-Гуаїхо в департаменті Параґуарі, на висоті 143 м над рівнем моря.